# Howard Rollins
Howard Ellsworth Rollins Jr. (17 de outubro de 1950 – 8 de dezembro de 1996) foi um ator americano de teatro, cinema e televisão. Rollins era conhecido por seu papel como Andrew Young em King de 1978, George Haley na minissérie de 1979 Roots: The Next Generations, Coalhouse Walker Jr. no filme Ragtime de 1981, Capitão Davenport no filme de 1984 A Soldier's Story e como Virgil Tibbs. no drama policial da televisão NBC/CBS, In the Heat of the Night (1988–1994).

## Biografia

### Juventude e educação
Nascido, filho de Ruth e Howard Ellsworth Rollins Sr., em 17 de outubro de 1950, em Baltimore, Maryland, Rollins era o mais novo de quatro filhos. Sua mãe era empregada doméstica e seu pai, metalúrgico, que morreu em 1980. Rollins frequentou a Northern High School, graduando-se em 1968. Após terminar o ensino médio, Rollins estudou teatro na Universidade Towson.

### Carreira
Em 1970, Rollins deixou a faculdade para interpretar o papel de "Slick" na soap opera da PBS Our Street. Em 1974, Rollins mudou-se para a Cidade de Nova Iorque, onde apareceu nas produções da Broadway de We Interrupt This Program (1975), The Mighty Gents (1978) e G. R. Point (1979). Ele também apareceu na minissérie de TV King e Roots: The Next Generations. Em 1981, Rollins fez sua estreia no cinema no filme Ragtime de Dino De Laurentiis e  Miloš Forman. Sua atuação no filme lhe rendeu uma indicação ao Oscar de Melhor Ator Coadjuvante, bem como indicações ao Globo de Ouro de Melhor Ator Coadjuvante em um Filme e Melhor Ator Revelação em Filme. No ano seguinte, Rollins foi indicado ao Daytime Emmy Award por seu papel em Another World. Em 1984, Rollins estrelou o filme do diretor Norman Jewison, A Soldier's Story, que o levou ao papel de Virgil Tibbs em In the Heat of the Night, a série de televisão baseada no aclamado filme de 1967 de mesmo nome de Jewison.
In the Heat of the Night começou a ser exibido na NBC em 1988. Durante a exibição do programa, Rollins lutou contra o vício em drogas e álcool. Ele foi preso quatro vezes por crimes relacionados a drogas e álcool, passando um mês na prisão por direção imprudente e sob influência de álcool. Devido a seus contínuos problemas pessoais e legais, Rollins foi demitido da série no final da 6ª temporada. Rollins voltou para várias participações especiais na sétima temporada do programa, de 1993 a 1994. Durante a série, Rollins gravou "Twas the Night Before Christmas" para o CD de Natal "In the Heat of the Night" de 1991, Christmas Time's A Comin', produzido por seus co-estrelas Randall Franks e Alan Autry. Franks escreveu a trilha sonora da clássica história de Natal que apresentava Rollins contando a história para crianças relacionadas a outros membros do elenco. Depois de ser demitido de In the Heat of the Night, Rollins alcançou a sobriedade e trabalhou na reconstrução de sua carreira e reputação. Em 1995, ele apareceu como convidado em New York Undercover, seguido por um papel no filme Drunks. Em 1996, ele apareceu como convidado em Remember WENN. O último papel de Rollins foi no telefilme de 1996, Harambee!.
Ao longo de sua carreira de ator, Rollins foi indicado ao Oscar, ao Globo de Ouro e ao Emmy.

## Vida pessoal
Rollins nunca se casou ou teve filhos. Rollins é um parente distante do ex-jogador americano da MLB Jimmy Rollins.

### Questões legais
Em 1988, Rollins se declarou culpado de porte de cocaína na Louisiana. Em 1992 e 1993, Rollins foi preso em três ocasiões por dirigir alcoolizado. Em 1994, ele cumpriu um mês de prisão por direção imprudente e sob influência de álcool. Por causa de seus problemas legais, Rollins foi retirado de In the Heat of the Night. Depois de frequentar a reabilitação de drogas, ele voltou para In the Heat of the Night como ator convidado.

### Morte e legado
No outono de 1996, Rollins foi diagnosticado com AIDS. Seis semanas depois, em 8 de dezembro, Rollins morreu aos 46 anos no St. Luke's-Roosevelt Hospital Center, na Cidade de Nova Iorque, devido a complicações relacionadas ao linfoma. Seu funeral foi realizado em 13 de dezembro em Baltimore. Rollins foi enterrado no Cemitério Woodlawn em sua terra natal, Baltimore. Em 25 de outubro de 2006, uma estátua de cera de Rollins foi inaugurada no Senator Theatre em Baltimore. A estátua está agora no Great Blacks in Wax Museum de Baltimore.

## Filmografia

### Cinema
| Ano  | Título            | Personagem           | Notas |
| ---- | ----------------- | -------------------- | --- |
| 1981 | Ragtime           | Coalhouse Walker Jr. | Indicado—Oscar de Melhor Coadjuvante Indicado—Globo de Ouro de Melhor Ator Coadjuvante - Filme Indicado—Globo de Ouro de Melhor Ator Revelação Indicado—New York Film Critics Circle Award de Melhor Ator Coadjuvante (4º lugar) |
| 1984 | A Soldier's Story | Capitão Davenport    | |
| 1984 | The House of God  | Chuck Johnston       | |
| 1990 | On the Block      | Clay Beasley         | |
| 1995 | Drunks            | Joseph               | |

### Televisão
| Ano       | Título                                    | Personagem                       | Notas |
| --------- | ----------------------------------------- | -------------------------------- | --- |
| 1978      | The Trial of the Moke                     |                                  | Telefilme                                                                                                  |
| 1978      | King                                      | Andrew Young                     | Minissérie Creditado como Howard Rollins                                                                   |
| 1979      | Roots: The Next Generations               | George Haley                     | Minissérie                                                                                                 |
| 1979      | My Old Man                                | Doutor                           | Telefilme                                                                                                  |
| 1981      | Thornwell                                 | Carson                           | Telefilme                                                                                                  |
| 1982      | The Neighborhood                          | Allen Campbell                   | Telefilme                                                                                                  |
| 1982      | The Member of the Wedding                 | Honey Brown                      | Telefilme                                                                                                  |
| 1982      | Another World                             | Ed Harding                       | Episódios desconhecidos Indicado—Daytime Emmy Award de Melhor Ator Coadjuvante em Série Dramática          |
| 1983      | For Us the Living: The Medgar Evers Story | Medgar Evers                     | Telefilme Vencedor—NAACP Image Award de Melhor Ator em Série Dramática                                     |
| 1983      | Moving Right Along                        |                                  | Episódios desconhecidos                                                                                    |
| 1984      | House of Dies Drear                       | Walter Small                     | Telefilme                                                                                                  |
| 1984      | A Doctor's Story                          | Dr. Zack Williams                | Telefilme                                                                                                  |
| 1984      | He's Fired, She's Hired                   | Raoul                            | Telefilme                                                                                                  |
| 1985      | Wildside                                  | Bannister Sparks                 | 6 episódios                                                                                                |
| 1986      | The Boy King                              | Martin Luther King Sr.           | Telefilme                                                                                                  |
| 1986      | The Children of Times Square              | Otis Travis                      | Telefilme                                                                                                  |
| 1986      | Johnnie Mae Gibson: FBI                   | T.C. Russell                     | Telefilme                                                                                                  |
| 1988-1994 | In the Heat of the Night                  | Chefe dos Detetives Virgil Tibbs | 121 episódios, creditados como Howard Rollins Vencedor—NAACP Image Award de Melhor Ator em Série Dramática |
| 1992      | With Murder in Mind                       | Samuel Carver                    | Telefilme                                                                                                  |
| 1995      | New York Undercover                       | Reverendo Hundley                | Episódio: "The Smoking Section"                                                                            |
| 1996      | Remember WENN                             | George Smith                     | Episódio: "The Emperor Smith"                                                                              |
| 1996      | Harambee!                                 | Chimbuko                         | Telefilme, (último papel no cinema)                                                                        |